# Братья Михеевы
Братья Михеевы (род. Воецкое, Ульяновская область, РСФСР, СССР) — девять братьев Михеевых, одновременно сражавшихся на стороне Советского Союза во Второй мировой войне, что считается уникальным случаем в мировой военной истории.

## Предыстория
В семье у ветерана Первой мировой войны Дмитрия Фёдоровича Михеева, проживавшего в селе Воецком (ныне — Барышского района Ульяновской области), родилось 9 сыновей и 3 дочери. К 1936 году трое из них — Павел, Виктор и Владимир — были танкистами, служившими в Дальневосточном военном округе. После получения известия о победах советских танкистов над японскими диверсантами в 1936 году, Дмитрий Фёдорович обратился к наркому обороны Ворошилову с просьбой досрочно призвать четвёртого сына Фёдора в танковую часть Дальневосточного ВО. Эту просьбу удовлетворили. После этого Дмитрий Фёдорович лично познакомился с маршалом Василием Блюхером. После этой встречи и призыва в армию пятого сына Ивана был создан первый в Советском Союзе семейный танковый экипаж. Дмитрий Фёдорович переехал со всей семьей в село Успенка Приморской области. Владимир Дмитриевич Михеев был избран депутатом Верховного Совета РСФСР 1-го созыва по Хабаровско-Кировскому избирательному округу. В 1939 году экипаж Михеевых был направлен в Ульяновское танковое училище, которое они закончили в феврале 1940 года. К началу Великой Отечественной войны была организована рота братьев Михеевых 16-го танкового полка Киевского особого военного округа.

## Список
- Михеев, Александр Дмитриевич (1905 — 8 октября 1941) — связист в одной из частей Дальневосточного военного округа, красноармеец 10-го полка связи[1]; пропал без вести 8.10.1941 под Харьковом[3].
- Михеев, Павел Дмитриевич (1909 — 1989[4]) — командир танка Михеевского экипажа, заместитель командира Михеевской роты, заместитель командира Михеевского батальона, потерял руку в 1944 году[1]; кавалер ордена Красного Знамени (11.07.1942)[5] и Отечественной войны I степени (11.03.1985)[6].
- Михеев, Виктор Дмитриевич (1911 — после 1985 года) — командир взвода, командир Михеевской роты, командир Михеевского батальона[1]; кавалер ордена Красной Звезды (05.11.1941)[7] и Отечественной войны I степени (11.03.1985)[8].
- Михеев, Фёдор Дмитриевич (1915 — после 1985 года) — водитель танка Михеевского экипажа, командир взвода Михеевской роты, командир роты Михеевского батальона[1]; кавалер ордена Красной Звезды (18.04.1942[9]), орденов Отечественной войны II степени (10.06.1945[10]) и Отечественной войны I степени (11.03.1985[11])
- Михеев, Иван Дмитриевич (1916 — 30 июня 1941 года) — моторист танка Михеевского экипажа, командир взвода Михеевской роты[1]; погиб в районе города Золочева Украинской ССР[12].
- Михеев, Владимир Дмитриевич (1918 — после 1985 года) — наводчик Михеевского экипажа, депутат Верховного Совета РСФСР 1-го созыва по Хабаровскому-Кировскому избирательному округу, командир взвода Михеевской роты, командир роты Михеевского батальона, воевал на танке, построенном на сбережения семьи Михеевых, заместитель командира 237-го танкового полка, командир 36-го гвардейского танкового полка, участник штурма Рейхстага[1]; кавалер орденов Красной Звезды (02.08.1943[13] и 11.08.1943[14]) и орденов Отечественной войны I степени (30.05.1945[15] и 11.03.1985[16])
- Михеев, Михаил Дмитриевич (1920 — после 1985 года) — выпускник танкового училища, командир экипажа танка младших братьев Михеевых в составе 1-го Дальневосточного фронта; кавалер ордена Красной Звезды (25.08.1945[17]) и Отечественной войны II степени (6.04.1985[18]).
- Михеев, Семён Дмитриевич (1923 — после 1985 года) — выпускник танкового училища, механик-водитель экипажа танка младших братьев Михеевых в составе 1-го Дальневосточного фронта; кавалер медали «За боевые заслуги» (02.09.1945[19]) и Отечественной войны II степени (6.04.1985[20])
- Михеев, Пётр Дмитриевич (1925 — 1965) — выпускник танкового училища, стрелок боевой машины экипажа танка младших братьев Михеевых в составе 1-го Дальневосточного фронта; кавалер медали «За боевые заслуги» (10.08.1945[21]). Умер после болезни, полученной во время несения службы в армии. Похоронен вместе с отцом в городе Бердичеве Житомирской области, Украина.

## Память
- В Кировском районе Приморского края в 2005 году был установлен памятник героям-танкистам в виде танка Т-34 на постаменте[22][23].
- Жители города Ульяновска установили памятный камень-мемориал братьям-танкистам Михеевым[22][23].
- Воецкой сельской школе оформлен мемориальный уголок[22].